# Rödhavre
Rödhavre (Avena byzantina) är en gräsart som beskrevs av Karl Heinrich Koch. Enligt Catalogue of Life ingår Rödhavre i släktet havren och familjen gräs, men enligt Dyntaxa är tillhörigheten istället släktet havren och familjen gräs. Arten förekommer tillfälligt i Sverige, men reproducerar sig inte. Inga underarter finns listade i Catalogue of Life.